# John Spencer
John Spencer (20. prosince 1946 New York – 16. prosince 2005 Los Angeles) byl americký herec, který se proslavil především rolí Lea McGarryho v politickém a dramatickém seriálu stanice NBC Západní křídlo (1999–2006). Výkon v seriálu mu přinesl ocenění Emmy v kategorii nejlepší mužský herecký výkon ve vedlejší roli v dramatickém seriálu v roce 2002 a dvě Ceny Sdružení filmových a televizních herců v kategorii nejlepší obsazení dramatického seriálu v letech 2000 a 2001.
Narodil jako John Speshock, Jr., 20. prosince 1946 v New Yorku a vyrůstal v Totowě, New Jersey. Byl synem dělnických rodičů Mildred (rozená Benzeroski), servírky, a Johna Speshocka, Sr., řidiče kamionu. Spencerův otec byl irského a českého původu, zatímco jeho matka byla ukrajinského a rusínského původu. S jeho zápisem na Profesionální dětskou školu na Manhattanu v roce 1963 zjistil, že Spencer sdílí hodiny s takovými spolužáky jako byla Liza Minnelli a houslista Pinchas Zukerman. Navštěvoval Fairleigh Dickinson University, ale nedokončil semestr.
Spencer zemřel na infarkt myokardu v nemocnici v Los Angeles.